# Agrotis radiola
Agrotis radiola är en fjärilsart som beskrevs av Stephens. Agrotis radiola ingår i släktet Agrotis och familjen nattflyn. Inga underarter finns listade i Catalogue of Life.